# Sabine Rückauer
Sabine Rückauer, geb. Kürten, (* 13. April 1977 in Düsseldorf) ist eine deutsche Eishockeyspielerin, die viele Jahre in der Fraueneishockey-Bundesliga aktiv war und mit der deutschen Frauen-Nationalmannschaft an den Weltmeisterschaften 1994 in Lake Placid und  1999 in Finnland und den Olympischen Winterspielen 2002 in Salt Lake City teilnahm.

## Karriere
Sabine Rückauer stand mit 10 Jahren zum ersten Mal auf dem Eis. Sie wurde neunmal Deutscher Meister im Fraueneishockey: Als erst 15-Jährige 1993 mit dem Neusser EC, dann von 1995 bis 1998 mit den Pesky Kids der ESG Esslingen und von 2001 bis 2004 weitere vier Male mit den Lady Kodiaks des TV Kornwestheim. Außerdem spielte sie bei den EHC Eisbären Düsseldorf und bei den Eisladies des OSC Berlin aus Schöneberg, für die sie am European Women Champions Cup 2007/08 teilnahm.
In Neuss war sie zweimal Spielerin des Jahres.
Sabine Rückauer nahm bereits mit 15 Jahren an der Europameisterschaft 1993 in Esbjerg, Dänemark teil und errang den vierten Platz. Bei der nächsten EM 1995 im lettischen Riga wurde die deutsche Mannschaft mit ihr Fünfter. Bei der letzten ausgetragenen EM 1996 wurde sie mit der deutschen Mannschaft nur Letzter (Sechster) der A-Gruppe.
Im Februar 2012 beendete sie nach einem Zerwürfnis mit dem Trainer der ESG Esslingen, Ryan Zilla, zunächst ihre Eishockeykarriere, kehrte aber in der Saison 2012/13 auf das Eis zurück. Seit 2016 ist Rückauer wieder in der zweitklassigen Frauenliga Baden-Württemberg aktiv, zunächst für die ESG und seit 2018 für den SC Bietigheim-Bissingen.

## Privates
Die gelernte Verkäuferin ist die Tochter von Peter Kürten, der auch ihr persönlicher Trainer war, und seiner Frau Petra. Sie hat zwei Schwestern, Stephanie Kürten und Sandra Westrich, die beide ebenfalls in der höchsten deutschen Fraueneishockeyliga spielten. Sie ist Mutter von fünf Kindern. Sie leitet in ihrem Wohnort Ohmden eine Hockey-AG.